# NGC 3880
NGC 3880 ist eine Elliptische Galaxie vom Hubble-Typ E0 im Sternbild Großer Bär am Nordsternhimmel. Sie ist schätzungsweise 449 Millionen Lichtjahre von der Milchstraße entfernt und hat einen Durchmesser von etwa 90.000 Lichtjahren. 

Im selben Himmelsareal befinden sich u. a. die Galaxien NGC 3871, NGC 3878, NGC 3881, IC 2959.
Das Objekt wurde am 29. April 1827 von John Herschel  entdeckt.